# Ixia lutea
Ixia lutea là một loài thực vật có hoa trong họ Diên vĩ. Loài này được Eckl. miêu tả khoa học đầu tiên năm 1827.